# STREET BREEZE
STREET BREEZE(ストリート　ブリーズ)は、D-51のインディーズシングル。2004年2月14日発売。
当初は沖縄県限定販売にもかかわらず、8000枚を売り上げた。その後、2004年4月5日に全国発売された。

## 収録曲
1. LET's TRY 
作詞：D-51・作曲：IKUMA with YO-C
2. LONELY SATURDAY NIGHT 
作詞:山本安見・作曲：生熊朗
3. CRAZY LOVE 
作詞：D-51・作曲：生熊朗
4. DANCIN' IN THE STREET 
作詞：D-51・作曲：生熊朗
5. FUTARI 
作詞：D-51・作曲：生熊朗
6. LET's TRY(ORIGINAL KARAOKE) 
作曲：IKUMA with YO-C